# Lycaena virgaureae

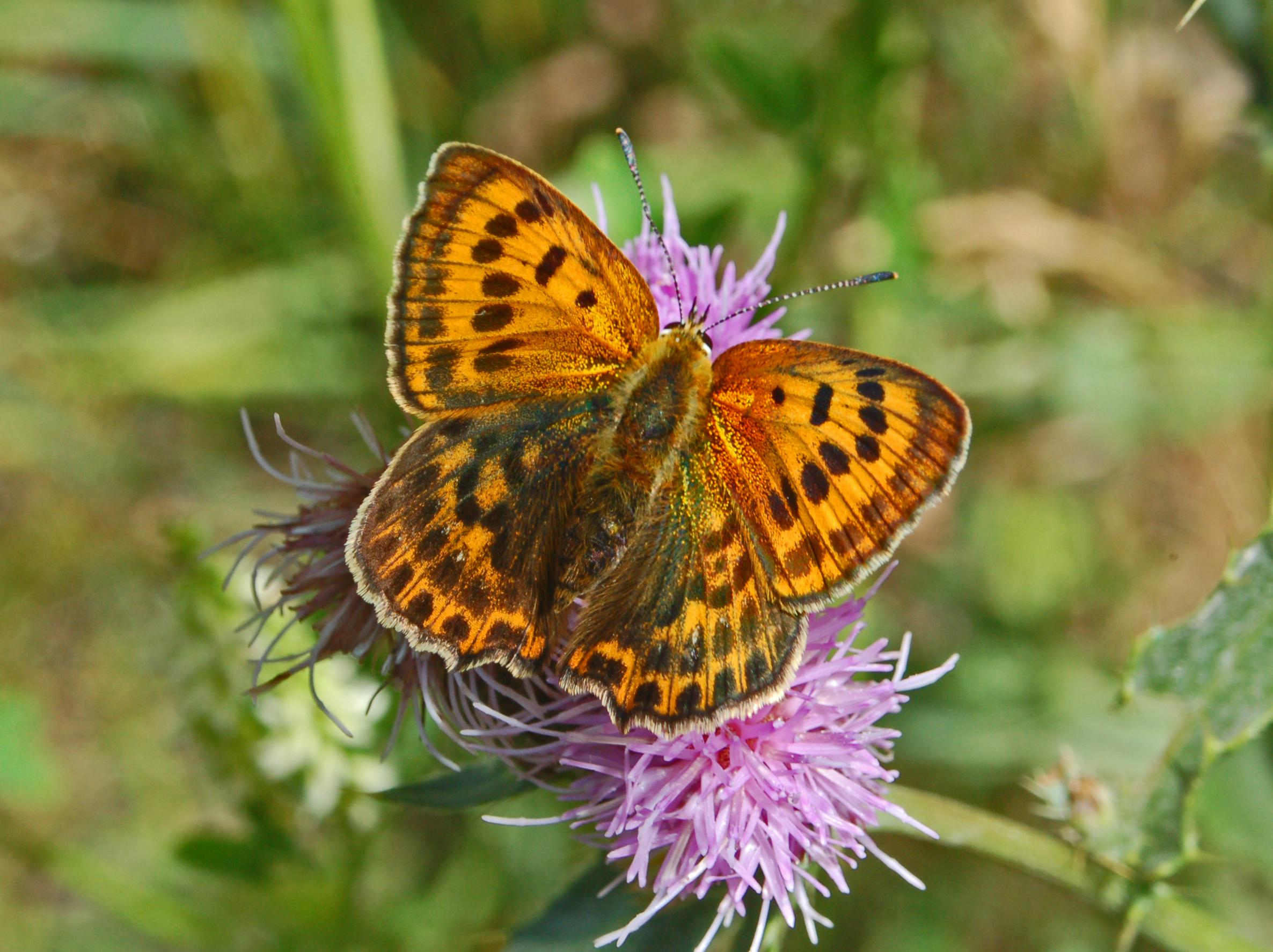
Lycaenidae - Lycaena virgaureae - femela

Lycaena virgaureae este un fluture din familia Lycaenidae (fluturi arămii).

## Aspect
Partea inferioară de pe aripile din spate este gălbuie și are doar câteva puncte negre; există marcaje albe caracteristice în imediata vecinătate a acestora. Speciile prezintă un fel de dimorfism sexual: masculii speciei sunt colorați într-un roșu luminos pe partea superioară a aripilor, în timp ce femelele au aripile mai largi și portocalii cu un design negru.

## Ciclul de viață
O generație începe din mijlocul lunii iulie și se termină în mijlocul lunii septembrie.
Ouăle sunt depuse pe părțile uscate ale plantelor, de exemplu pe tulpinile uscate ale măcrișului. Ouăle sunt albe la culoare, și într-un fel mai mari decât a altor specii din genul Lycaena.
Omizile sunt verzi și nocturne, și se hrănesc cu planta de măcriș. Lycaena virgaureae este singura specie din genul său a cărei ouă trăiesc peste perioada de iarnă.
Fluturii se hrănesc cu florile plantelor ca: Aegopodium podagraria, Eupatorium, Valeriana și Pimpinella saxifraga. 

## Subspecii
- Lycaena virgaureae montanus Meyer-Dür, 1851. Găsit în Munții Alpi din Franța, Elveția, Italia, Germania și Austria la înălțimi de 1 700–2 000 metri.
- Lycaena virgaureae miegii Vogel, 1857. Nordul și centrul Spaniei la înălțimi de 600–1,600 metri.

## Galerie

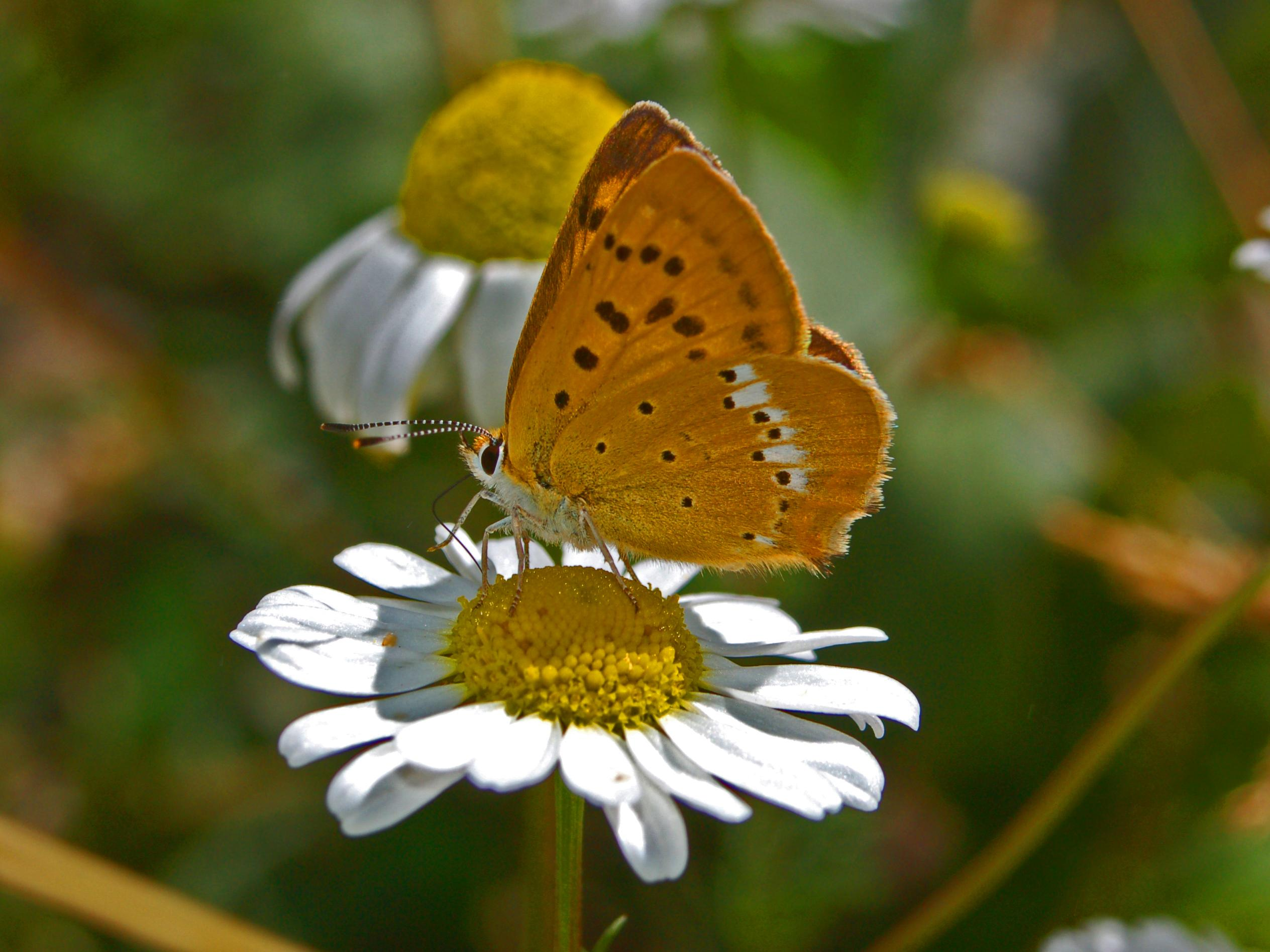
Lycaena virgaureae, femelă - vedere laterală
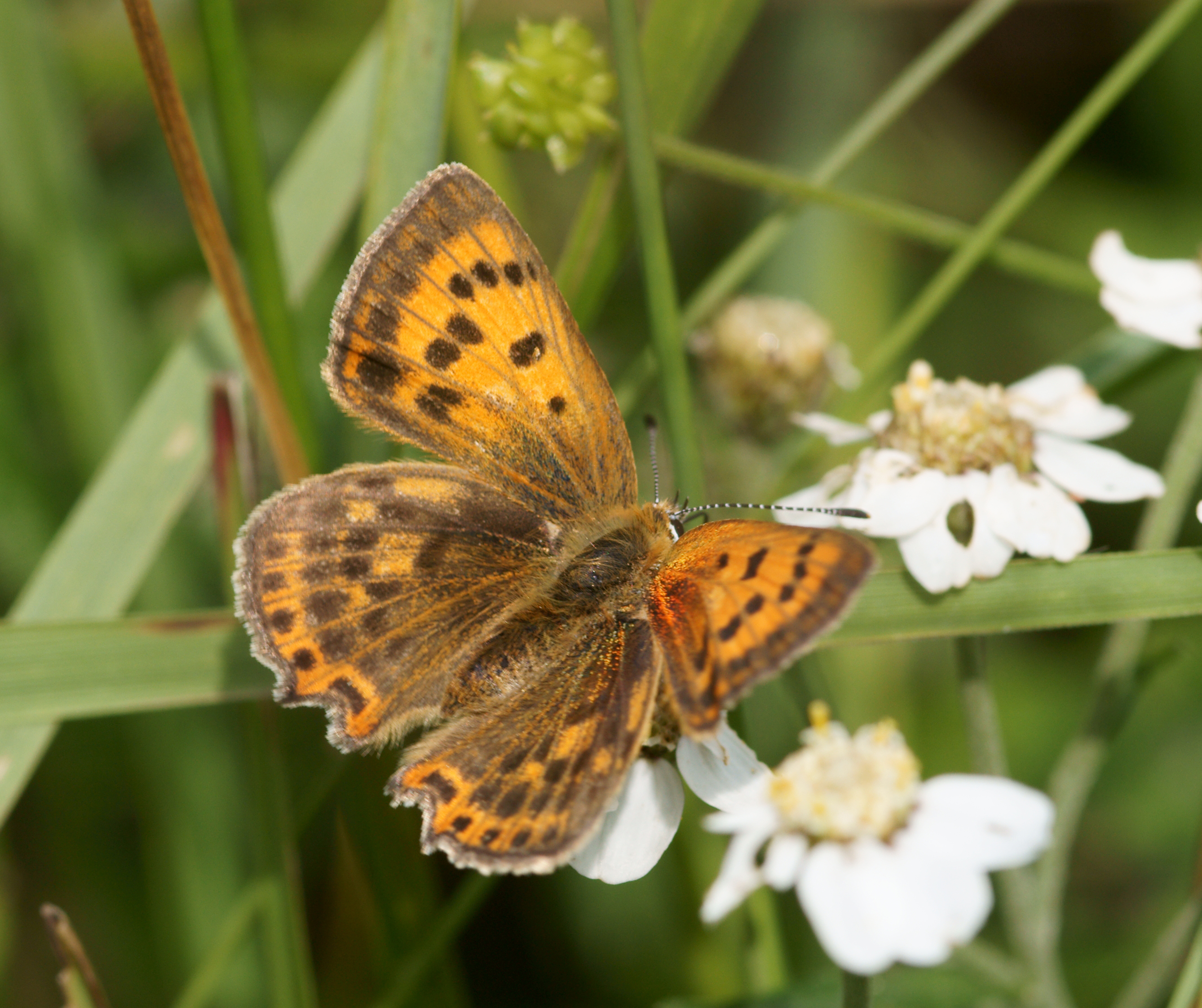
Lycaena virgaureae, femelă - vedere dorsală
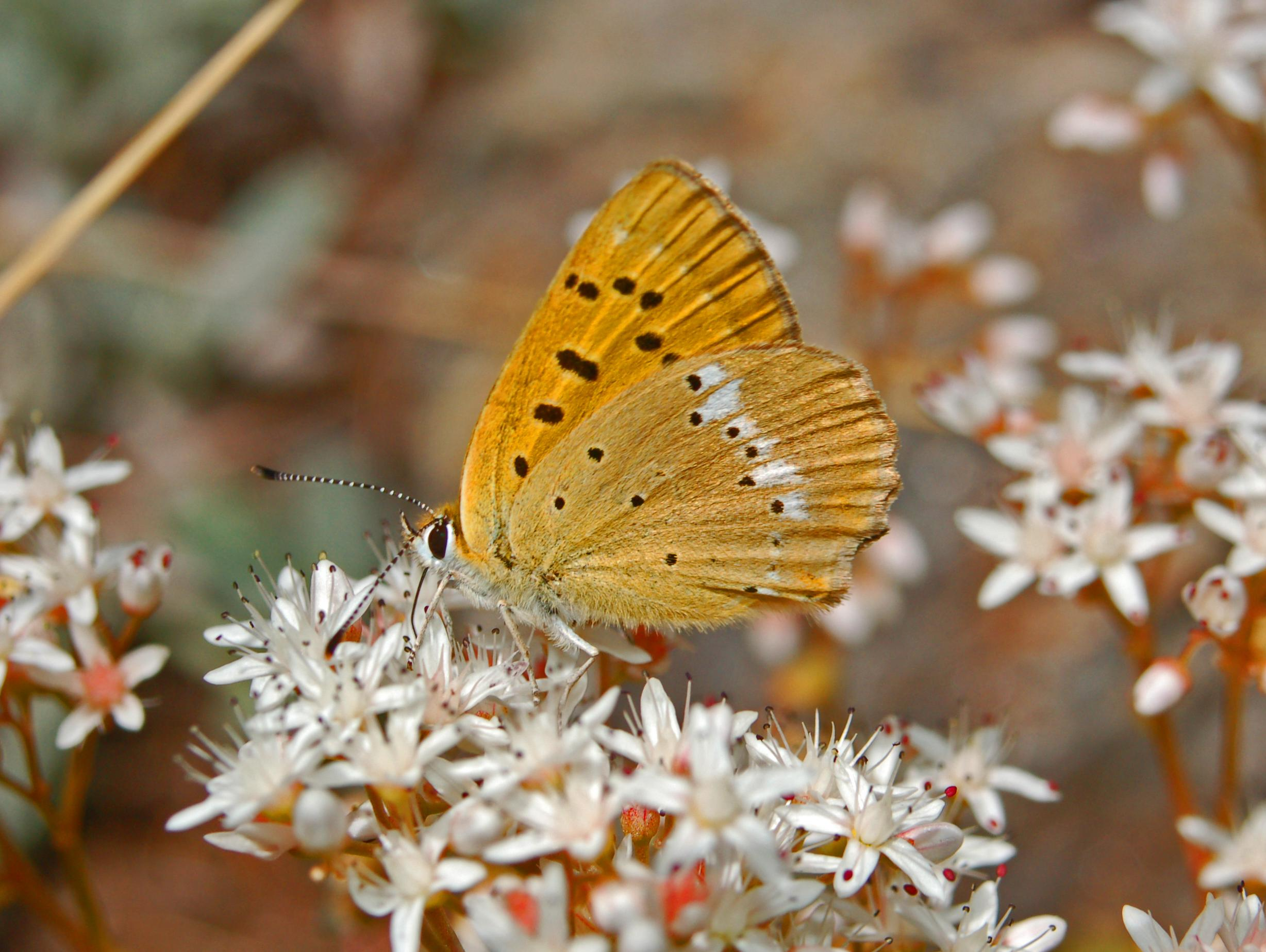
Lycaena virgaureae, mascul - vedere laterală
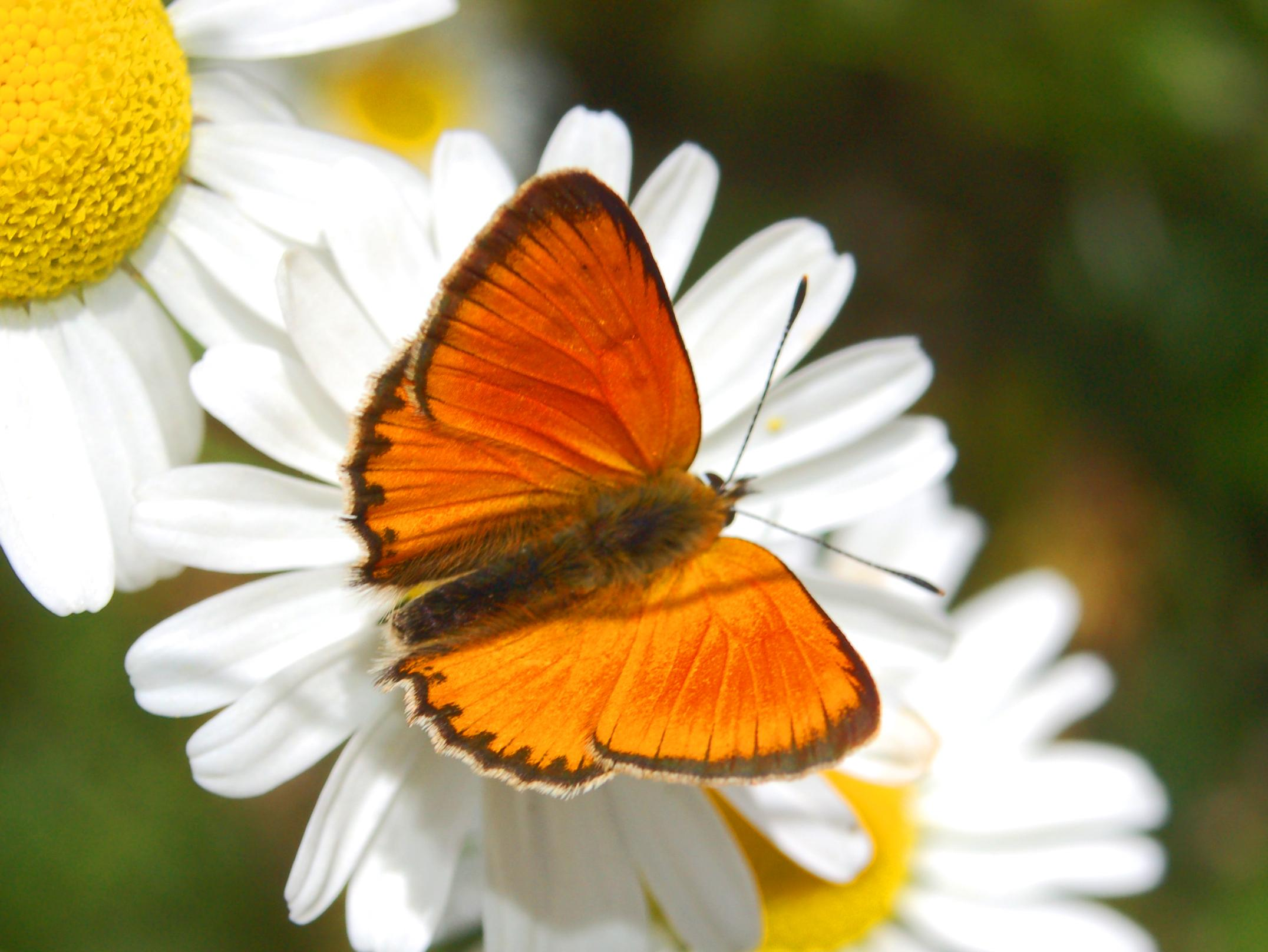
Lycaena virgaureae, mascul - vedere dorsală
- Lycaena virgaureae